# راينر غيرهارد
راينر جيرهاردز (بالإنجليزية: Rainer Gerhards)‏ (من مواليد 11 مارس 1967) وهو مهندس برمجيات ألماني، ومصمم بروتوكول معروف عن عمله في تسجيل بيانات الكمبيوتر بما في ذلك Rsyslog وبروتوكول تسجيل الأحداث الموثوق. بدأ تطوير Rsyslog في عام 2004، لإعادة توجيه رسائل السجل في شبكة بروتوكول الإنترنت من يونكس وأنظمة الكمبيوتر المشابهة لـ يونكس. في عام 1988، أسس جيرهاردز شركة RG للشبكات والمعلومات، والتي تم تغيير علامتها التجارية لاحقًا باسم Adiscon GmbH عام 1997.

## حياته وعمله
ولد جيرهاردز في غايلنكيرشن, ألمانيا. في عام 1983 بدأ الحوسبة الاحترافية. تم تعيينه رئيسًا لمركز البيانات لشركة Dörries GmbH (كان عضواً في مجموعة Voith) حيث قدم شبكة كمبيوتر على مستوى الشركة وكان من بين أوائل الشركات في ألمانيا التي تستخدم نظام مايكروسوفت ويندوز في بيئات أوسع نطاقًا. في عام 1996، بدأ العمل على تسجيل بيانات الكمبيوتر، وتطوير برمجيات الشبكات والبروتوكولات.

## تصميم البروتوكول
ركز جيرهاردز على توحيد سجل ملفات IETF (مجموعة مهندسي شبكة الإنترنت) وقام بتأليف أربعة طلبات RFCs على سجل النظام. كتب قاعدة RFC 5424، والتي تصف بنية بروتوكول syslog. وباعتباره عضوًا في مجلس إدارة جهود Mitre's CEE، فقد عمل على توحيد تنسيقات تعبيرات الأحداث وتوفير إمكانية التشغيل المتبادل بين أنظمة التسجيل المختلفة.
وقد استخدم مشاريعه البرمجية كاختبار لتوحيد IETF (مجموعة مهندسي شبكة الإنترنت) بما في ذلك rsyslog لتطويرRFC 5424 و RFC 5425 و RFC 5426 ونفذ RFC 3195، سجل النظام عبر بروتوكول RFC 3080. في وقت لاحق، صمم جيرهاردز بروتوكول لتسجيل الأحداث وهو بروتوكول موثوق به، وبروتوكول نقل الأحداث البسيطة (SETP).

## مشاريع مفتوحة المصدر
في عام 2004، بدأ العمل في مشروع rsyslog وفي وقت لاحق عمل على مشاريع تسجيل المصادر المفتوحة الأخرى، بما في ذلك Project Lumberjack، Adiscon LogAnalyzer، liblogging، و librelp على البنية الأساسية لتسجيل نظام لينكس. من عام 1988، بدأ العمل في مشاريع مفتوحة المصدر خلال مسيرته المبكرة. كتب مكتبة للرسومات المحمولة بالإضافة إلى أداة تبادل البيانات المحمولة (cugcpio) وأصدرها كبرنامج.

## مشاريع مغلقة المصدر
في عام 1996، كتب جيرهاردز أول خادم لنظام لويندوز والذي أطلقته شركته أديسكون. في عام 1997، كتب أول سجل أحداث لـ مايكروسوفت ويندوز إلى أداة إعادة توجيه syslog واخترع هذه الفئة من البرامج. لم تكن أداة EventReporter تقدم أي مشاركة بارزة في السوق، ولكنها كانت قاعدة لمستخدمي جيرهاردز والمطورين الآخرين لإنشاء أدوات مماثلة. أثناء تطوير هذه الأداة، قام جيرهاردز بتصميم أداة إعادة توجيه لملفات سجلات مايكروسوفت خادمات معلومات الإنترنت من قبله وبمساعدة من الدكتور تينا بيرد.

## وصلات خارجية
- Personal Blog